# Machico (okres)
Machico je okres (portugalsky município) na východě portugalského ostrova Madeira. Okres zahrnuje farnosti Água de Pena, Caniçal, Machico, Porto da Cruz a Santo António da Serra. Rozloha okresu je 68,31 km2 a v roce 2021 v něm žilo celkem 19 617 stálých obyvatel. Počet obyvatel od 80. let 20. st. pomalým tempem klesá.

## Geografie a ekonomika
Na severu a východě tvoří hranici okresu Machico Atlantik, na západě sousedí s okresem Santana, na jihovýchodě s hlavním městem Madeiry Funchalem a na jihu sousedí s okresem Santa Cruz.
Mezi pobřežím a vnitrozemím okresu jsou rozdíly: na pobřeží je podnebí teplejší a sušší a půda je vyprahlá, ale postupně do vnitrozemí je klima chladnější a vlhčí a rozšiřuje se vegetace. Přestože se jedná v podstatě o pobřežní oblast, která je zčásti omývána Atlantským oceánem, její reliéf je poznamenán několika kopci a horami, a to Castanho (589 m n. m.), Pedreiro (792 m n. m.), Pico da Coroa (738 m n. m.) a Penha de Águia (590 m n. m.). Pobřežní svahy jsou strmé, ale vlivem eroze se zde nacházejí pláže s černým pískem. V Caniçalu a Porto da Cruz jsou přírodní pláže ze sopečného písku.
Obyvatelstvo okresu je zaměstnáno zejména v terciárním sektoru (turistika, obchod, restaurace, hotely), částečně v zemědělství a rybolovu. Pěstují se zde obiloviny, brambory, subtropické ovoce a vinná réva. V živočišné výrobě se zde chová drůbež, králíci.